# Этилморфин
Этилморфи́н (Этилморфина гидрохлорид, Aethylmorphini hydrochloridum, Дионин). Наркотический анальгетик (опиоид), противокашлевое средство. Получается полусинтетическим путём из морфина.
Синонимы: Дионин, Ethylmorphini hydrochloridum, Ethylmorphine hydrochloride, Aethylmorphin, Aethylmorphinum hydrochloricum, Codethyline, Diolan, Dioninum, Ethylmorphin .

## Общая информация
По общему действию на организм близок к кодеину.
Применяют внутрь для успокоения кашля при хронических бронхитах, туберкулёзе лёгких и т. д., а также как болеутоляющее средство. Дозы для взрослых 0,01—0,03 г на приём.
Детям старше 2 лет назначают по 0,001—0,0075 г на приём в зависимости от возраста.
Этилморфина гидрохлорид применяют также иногда в офтальмологической практике. При введении в конъюнктивальный мешок растворы препарата вызывают гиперемию с последующей анестезией и временным отёком конъюнктивы; препарат действует успокаивающе на глаза при кератите, инфильтратах роговой оболочки, воспалении радужной оболочки и других заболеваниях глаз.
Применяют в глазной практике в виде капель и мазей. Начинают с назначения 1—2 % растворов или мази, затем концентрацию растворов постепенно увеличивают до 6—8—10 %.
При прописывании растворов в концентрации свыше 8 % следует ставить восклицательный знак, указывающий на правильность назначенной концентрации.
Высшие дозы для взрослых внутрь: разовая 0,03 г, суточная 0,1 г. Смертельная доза неизвестна, но, по данным одного финскоязычного источника, она, предположительно, составляет 500 мг.

## Физические свойства
Белый кристаллический порошок без запаха, горького вкуса. Растворим в воде (1:12) и спирте (1:25).

## Форма выпуска
Формы выпуска: порошок и таблетки по 0,01 и 0,015 г.

## Хранение
Хранение: список А. В хорошо укупоренных банках оранжевого стекла; таблетки — в защищённом от света месте (см. также условия хранения кодеина).